# Szent Efrém Férfikar
Magyarország legnépszerűbb énekegyüttesét 2002-ben alapította a Liszt- és Érdemes Művész Díjas Bubnó Tamás. A Szent Efrém Férfikar kezdetben a bizánci rítusú kereszténység rendkívül változatos zenéjére specializálódott és ezzel a repertoárral ért el sikereket hazájában és külföldön egyaránt.
A magyar férfikari hagyománnyal már a kezdetekkor elkezdett foglalkozni az együttes, Boksay János kárpátaljai pap férfikari liturgiája révén. Innen pedig egyenes út vezetett Liszt Ferenc ismeretlen, de végtelenül gazdag férfikari műveihez, majd pedig Bartók Béla férfikórusra írt zseniális darabjaihoz. A bizánci rítusú zenei hagyomány mellett az együttes repertoárjának második fontos pillére a nagy, magyar mesterek férfikari munkássága lett.
Számos belföldi és külföldi rangos fesztiválfellépés hatására több kortárs zeneszerző hallotta és szerette meg a Szent Efrém Férfikar egyedi hangzását – ennek köszönhetően többen komponáltak műveket a kórusnak. Manapság elmondható, hogy nem múlik el Szent Efrém koncert modern és kortárszenei kompozíciók előadása nélkül.
A nyolctagú együttes rendszeresen koncertezik Magyarországon és világszerte. Saját sorozatot rendeznek Orientale Lumen – Kelet Világossága címen, ahol világhírű szólisták és együttesek vendégeskednek. Tizenhárom lemezük jelent meg. Az együttes tagjai sokoldalú kamaraénekesek, akik átiratokat, átdolgozásokat és saját műveket is készítenek a Szent Efrém Férfikar számára.
Művészeti vezetők: Bubnó Tamás és Bubnó Lőrinc

## Elismerések
- 2006 Hajnówka Nemzetközi Ortodox Egyházzenei Fesztivál (Lengyelország) professzionális kamarakórus kategória első helyezés
- 2010 Supersonic-díj (a Byzantine mosaics című albumért)
- 2012 Pro Cultura Minoritatum Hungariae-díj (a ruszin nemzetiségi kultúra ápolásáért)
- 2014 Magyar Örökség díj a keleti keresztény hagyomány őrzéséért és műveléséért[1]
- 2014 Budapest Márka elismerés (a Fővárosi Önkormányzat elismerése)